# Ciega (póquer)

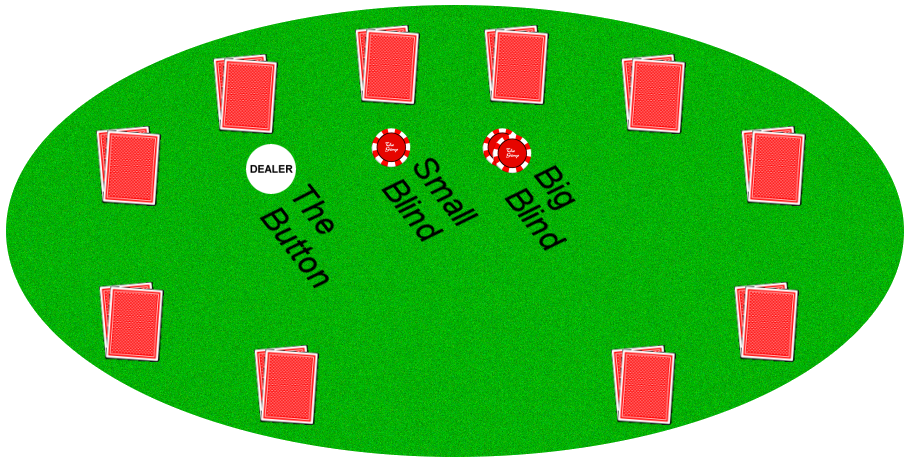
Juego estándar Texas Hold'em con las blinds. "The Button" es la posición del repartidor.

Las ciegas (en inglés blinds) es un término utilizado para describir las apuestas forzadas aportadas por los jugadores a la izquierda del repartidor en ciertos juegos de póquer.
Las ciegas existen porque Omaha hold 'em y Texas hold 'em se juegan normalmente sin antes, lo que permite a un jugador retirarse sin tener que aportar dinero. Las apuestas ciegas introducen un coste regular para participar en el juego, induciendo al jugador a participar en más manos en un intento por compensar sus gastos.
Normalmente, la ciega grande (big blind) es equivalente a la apuesta mínima, y es el doble de la ciega pequeña (small blind). La ciega pequeña es puesta por el jugador a la izquierda del repartidor, y la ciega grande la pone el jugador dos lugares a la izquierda del repartidor. Después de que las cartas se hayan repartido, el jugador a la izquierda de la ciega grande es el primero en actuar durante la primera ronda a lo que se le denomina under the gun.
- Datos: Q884110